# 1997 en animation asiatique
Voir aussi: 1997 au cinéma - 1997 à la télévision
1996 en animation asiatique - 1997 en animation asiatique - 1998 en animation asiatique

## Principales diffusions en France

### Films
- 29 janvier : Ghost in the Shell

## Principales diffusions au Japon

### Films
- 15 mars : Death and Rebirth (Evangelion)
- 19 avril : Détective Conan : Le Gratte-Ciel infernal
- 12 juillet : Princesse Mononoké
- 19 juillet : The End of Evangelion
- 8 août : Tenchi Muyo! Daughter of Darkness

### OVA
- 25 janvier : Mobile Suit Gundam Wing : Endless Waltz
- 18 décembre : Macross Dynamite 7

### Séries télévisées
Les séries non datées ont débuté avant le 1er janvier de cette année
- 1er avril : Tenchi in Tokyo
- 1er avril : Pokémon
- 2 avril : Utena la fillette révolutionnaire
- 4 avril : Slayers Try
- 26 novembre : Dr Slump (deuxième série)

### Téléfilms
- 26 mars : Dragon Ball GT : Cent ans après